# Гусиная губа
Гуси́ная губа — мелководный залив у юго-западного берега Восточно-Сибирского моря. Расположен к северо-западу от устья Индигирки и юго-востоку от Хромской губы. Гусиная бухта окружена с северо-востока полуостровом Лопатка. Открыта к востоку, вдаётся в материк на 40 км. Наименьшая ширина у входа 10 км. Покрыта льдом большую часть года. На фарваторе преобладают глубины около 2 м.
На берегу губы тундровая растительность. Берег низкий, единственная возвышенность (32 м) — на мысу Гусиный на южном берегу губы. В залив впадают реки Гусиная, Волчья, а также протока Голыженская, образующая западную границу дельты Индигирки. В акватории губы находятся острова Крестовый (у северной части входа), Немочий (у южной части входа) и Кулижный (в северной части губы).
В районе губы расположена озёрно-болотная местность. Крупнейшее из озёр — Моготоево на северном берегу Гусиной губы.
Административно залив входит в Республику Саха России.